# Panik på hotellet (1992)
Panik på hotellet (engelska: Blame It on the Bellboy) är en brittisk-amerikansk komedifilm från 1992 i regi av Mark Herman. I huvudrollerna ses Dudley Moore, Bryan Brown, Richard Griffiths och Patsy Kensit.

## Rollista i urval
- Dudley Moore - Melvyn Orton
- Bryan Brown - Mike Lorton (Charlton Black)
- Richard Griffiths - Maurice Horton
- Andreas Katsulas - Mr. Scarpa
- Patsy Kensit - Caroline Wright
- Alison Steadman - Rosemary Horton
- Penelope Wilton - Patricia Fulford
- Bronson Pinchot - piccolo
- Jim Carter - Rossi
- Alex Norton - Alfio
- John Grillo - hotelldirektör